# Atomorpha falsaria
Atomorpha falsaria là một loài bướm đêm trong họ Geometridae.